# Србија – национална ревија
Србија – национална ревија јесте српски магазин.
До октобра 2023. изашло је 100 бројева магазина. Бави се културним и геопетичким питањима. Излази на српском, енглеском и руском језику.
Национална ревија излази у колору, садржи фотографије, дизајнерска решења и текстове високог нивоа.
Свој последњи велики интервју Милорад Павић је дао Националној ревији.